# Una introducción al estudio de la historia de la India
Una Introducción al Estudio de la Historia de la India (en inglés: An Introduction to the Study of Indian History) es una obra clásica de historiografía hindú, escrita por el intelectual hindú Damodar Dharmananda Kosambi, siendo publicado por primera vez en 1956.
A través de este libro, Kosambi revolucionó la historiografía hindú con su enfoque realista y científico. Comprendió la historia en términos de la dinámica de formaciones socioeconómicas, en lugar de una simple narración cronológica de "episodios" o hazañas de unos pocos grandes hombres – reyes, guerreros o santos. En el primer párrafo de esta obra, da una idea de su metodología como preludio a su trabajo de vida en la historia antigua de la India:
"La imagen despreocupada de que 'la India ha tenido algunos episodios, pero no historia', es usada para justificar la falta de estudio, comprensión e inteligencia por parte de escritores extranjeros sobre el pasado de la India. Las consideraciones que siguen, son precisamente los episodios — lista de reyes y dinastías, historia de guerras y batallas condimentadas con anécdotas, que son complementadas por textos escolares — que hacen falta en los registros hindúes. Aquí, por primera vez,  tenemos que reconstruir una historia sin episodios, lo que significa que no puede ser del mismo tipo de historia que en la tradición europea."

## Recepción
Según A. L. Basham, "Una Introducción al Estudio de la Historia de la India es en muchos aspectos una época que hace la obra, que contiene ideas brillantemente originales en casi todas sus páginas; si  contiene errores y tergiversaciones, si de vez en cuando su autor intenta forzar sus datos en patrón bastante doctrinario, esto  no disminuye de forma apreciable, el significado de este libro tan emocionante, el cual estimula el pensamiento de miles de estudiantes alrededor del mundo."